# Eppure pretendevi di essere chiamata amore
Eppure pretendevi di essere chiamata amore è un singolo del cantautore italiano Fabrizio Moro, pubblicato nel 2004 come primo estratto dal secondo album in studio Ognuno ha quel che si merita.

## Video musicale
Nello stesso anno è stato pubblicato il relativo videoclip, diretto da Max Nardari e che ha partecipato al Fandango Festival 2004.

## Tracce
Testi e musiche di Fabrizio Mobrici.
1. Eppure pretendevi di essere chiamata amore – 3:45

## Formazione
Musicisti
- Fabrizio Moro – voce, chitarra elettrica e acustica, arrangiamento
- Marco Marini – chitarra elettrica
- Fabrizio Termignone – basso
- Daniele Teodorani – batteria

Produzione
- Rolando D'Angeli – produzione
- Fabrizio Moro – produzione artistica
- Marco Lecci – registrazione, missaggio